# Nikolaikirchturm Altenburg

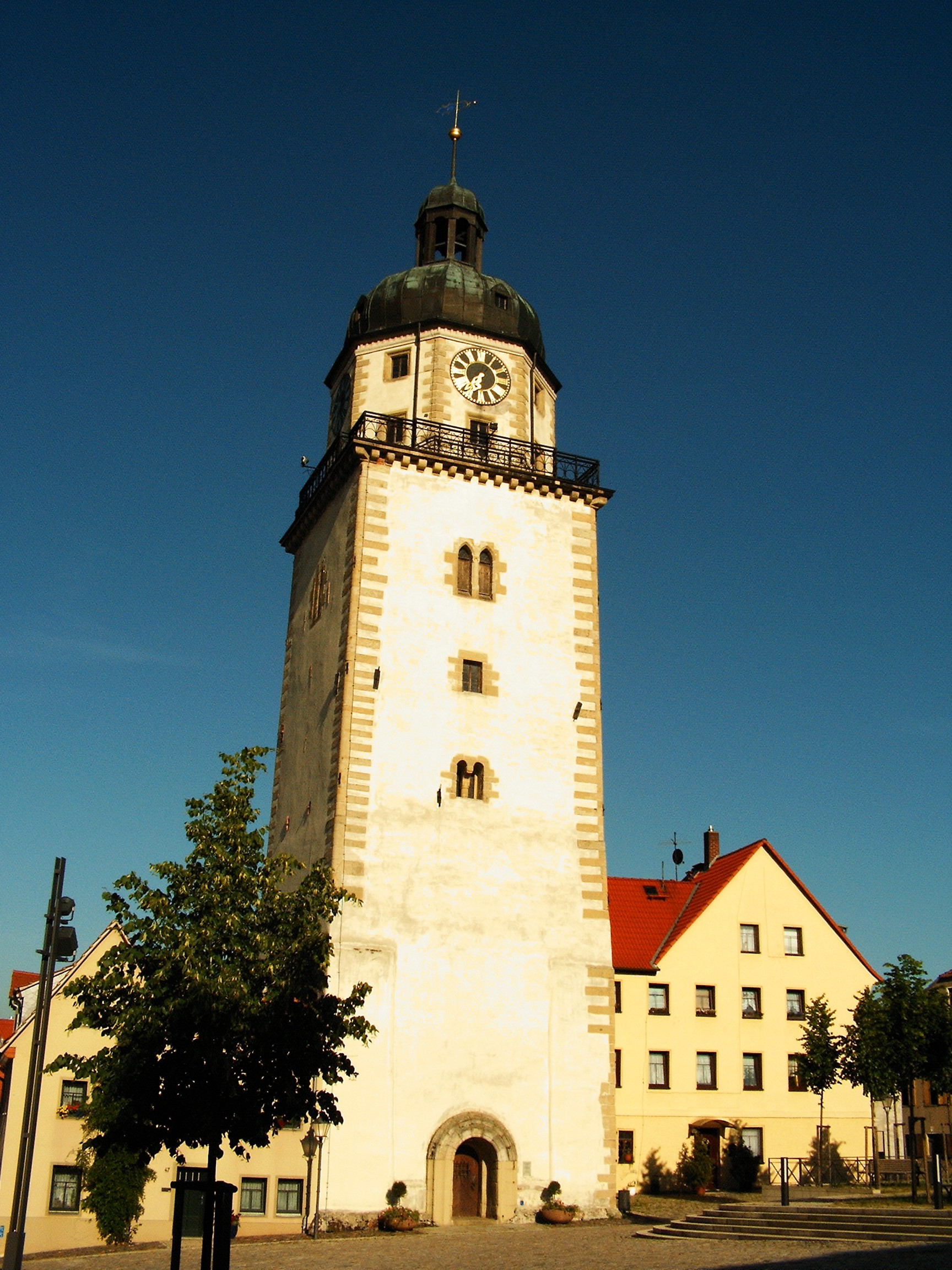
Nikolaikirchturm

Die Nikolaikirche steht in Altenburg im Landkreis Altenburger Land in Thüringen.
Die Kirche war eine romanische Wehrkirche aus dem 13. Jahrhundert.

## Geschichte
Im 11. Jahrhundert wurde eine romanische Wehrkirche als Vorgängerbau errichtet, die im 13. Jahrhundert durch eine neue Kirche ersetzt wurde. 1428 und 1562 wurde diese jeweils Opfer von Großbränden. Im Jahre 1528 wurde die Ruine des Kirchenschiffes abgetragen.
Der 45 m hohe Kirchturm, in den 1609 ein Türmer zog, blieb bis heute als Aussichtsturm erhalten.